# Білен
Білен — етнічна група в Еритреї, які в основному зосереджені в центральній частині Еритреї, зокрема в місті Керен та навколо нього, і далі на південь до Асмери, столиці країни.
Білени вперше з'являються в історичних записах з 14 століття. Деякі з біленців увійшли в Еритрею з Ефіопії протягом 16 століття.

## Релігія
Білени практикують як іслам, так і християнство. Прихильники іслама в основному мешкають у сільській місцевості та перемішуються з народом Тигре, тоді як прихильники християнства, як правило, проживають у міських районах і змішуються з народом Тиграї.

## Економіка
Традиційний заробіток більшості Біленів полягав у скотарстві. Однак, нещодавня міграція інших груп у цей район призвела до того, що Білени зайнялися іншими видами діяльності, включаючи сільське господарство. Більшість сучасних Біленів — це пастухи та фермери.

## Мова
Білени розмовляють біленською мовою як рідною, що належить до кушитської гілки афро-азійської мовної сім'ї. Багато також розмовляють іншими афро-азійськими мовами, такими як Тиґре та Тиграї. Крім того, деякі Білени часто використовують у своїй повсякденній промові арабські слова та вирази.